# 首都省 (巴林)
26°14′10″N 50°34′59″E / 26.23611°N 50.58306°E
首都省（阿拉伯语：‎，羅馬化：Muḥāfaẓat al-ʿĀṣimah）是巴林的一個省，包括巴林島的東北部。包括了首都麥納麥和另一個市的一部份。

## 構成
首都省是根据2002年7月3日的皇室法令成立的。現在該省包括麥納瑪，吉德阿里，拉姆曼和賈德哈夫斯的部分地區。

## 人口統計
根據2010年進行的普查，首都省有329,510人；其中包括了261,921名非巴林公民和67,589名巴林國民。首都省的絕大部分住房是平房，大約有34,000幢。私人別墅是第二常見的住房形式，總計共7,284棟。